# Jiří Maštálka
Jiří Maštálka (ur. 3 stycznia 1956 w Sušicach) – czeski lekarz i polityk komunistyczny, poseł do Parlamentu Europejskiego V (w 2004), VI, VII i VIII kadencji.

## Życiorys
Kształcił się na studiach medycznych w wołgogradzkim oraz kijowskim instytucie medycznym, po czym pracował w szpitalu w Pilźnie. Specjalizował się w zakresie kardiologii. Od 1990 do 1992 sprawował mandat posła do Zgromadzenia Narodowego z listy Komunistycznej Partii Czechosłowacji. Od 1994 do 1998 był członkiem zarządu miejskiego w Pilźnie.
W latach 1996–2004 zasiadał w Izbie Poselskiej z ramienia Komunistycznej Partii Czech i Moraw. Pełnił obowiązki obserwatora w PE (2003–2004) oraz członka delegacji czeskiej do Zgromadzenia Parlamentarnego Rady Europy (2002–2004). Był wiceprzewodniczącym Komisji Zdrowia i Spraw Socjalnych (2002–2004).
W 2004 objął mandat posła do Parlamentu Europejskiego, który utrzymał w wyborach w tym samym roku. W 2009 i w 2014 z powodzeniem ubiegał się o reelekcję.